# Mount Paget
De Mount Paget (Spaans: monte Paget) is met een hoogte van 2935 meter boven de zeespiegel het hoogste punt van Zuid-Georgia en de Zuidelijke Sandwicheilanden, een nagenoeg onbewoond Brits overzees eilandgebied ten zuidoosten van Zuid-Amerika. De zadelvormige en sterk vergletsjerde berg maakt deel uit van de Allardyce Range op het centrale gedeelte van het hoofdeiland Zuid-Georgia, en is naast de hoogste van Zuid-Georgia en de Zuidelijke Sandwicheilanden ook de hoogste van alle Britse overzeese territoria.
Met een topografische prominentie die neerkomt op de totale hoogte van 2935 meter behoort de Mount Paget tot de groep van zogenaamde ultraprominente toppen. Hij is duidelijk zichtbaar vanuit de hoofdplaats King Edward Point en vanuit Grytviken, de grootste nederzetting in het territorium.

## Geschiedenis
De Mount Paget was reeds vroeg bekend onder zeehonden- en walvisjagers op Zuid-Georgia, en zijn naam heeft zich sindsdien gevestigd door algemeen gebruik. De eerste beklimming ervan geschiedde op 30 december 1964 in het kader van een expeditie van het Britse leger (Combined Services Expedition) onder leiding van commandant Malcolm Burley.

## Beklimming
Onder bergbeklimmers geldt de top vanwege zijn bijzonder extreme omstandigheden, waaronder plotse weersveranderingen, als een bijzonder moeilijk te beklimmen top, waardoor hij nog slechts door een handvol mensen werd beklommen. Ook de eenvoudigste route verlangt klimwerk door sneeuw en ijs.